# Zauberer-Geschichten aus Oz
Zauberer-Geschichten aus Oz ist ein Kurzgeschichtenbuch für Kinder des US-amerikanischen Schriftstellers Lyman Frank Baum. Die Erzählung erschien 1914 unter dem Originaltitel Little Wizard stories of Oz mit Illustrationen von John R. Neill, die Kurzgeschichten wurden aber schon 1913 einzeln veröffentlicht. Es handelt sich um den fünfzehnten Band des Oz-Zyklus, der in den USA zu den beliebtesten Kinderbüchern gehört und zum Teil auch in deutscher Sprache verlegt wurde, auch wenn viele Zählungen der Bände ihn oft auslassen, da er keine längere, abgeschlossene Geschichte enthält und er außerdem auch zur Zeit von Dorothy in der Smaragdenstadt geschrieben wurde.

## Handlung
Das Buch besitzt keine durchgehende Handlung, die einzelnen Geschichten sind alle in sich abgeschlossen und behandeln immer die weiteren Abenteuer von jeweils ein oder zwei Personen aus Oz. Es wird gegen Kobolde gekämpft, der hungrige Tiger und der feige Löwe stellen sich gegenseitig Mutproben und selbst die Krähen treffen (natürlich in der Geschichte der Vogelscheuche) wieder auf die Freunde.

## Kontinuitätsfehler
Obwohl im vorangegangenen Band Dorothy in der Smaragdenstadt der Gnomenkönig aus dem Verbotenen Brunnen getrunken und alles vergessen hat, beherrscht er hier wieder das Land der Gnomen und hat sogar seine alte Wut zurück, mit der er Tik-Tak, den Maschinenmann, zerschmettert.

## Ausgaben

### Englische Originalausgabe
- Little Wizard stories of Oz. Chicago: Reilly and Britton Company 1914

### Deutsche Übersetzungen
- L. Frank Baum: Zauberer-Geschichten aus Oz. Übers. Maria Weber, BoD, 2019, ISBN 978-3-7481-7381-6.

| Die Oz-Bücher                                       | Die Oz-Bücher           | Die Oz-Bücher                                         |
| --------------------------------------------------- | ----------------------- | ----------------------------------------------------- |
| Vorangegangener Band: Dorothy in der Smaragdenstadt | Autor: Lyman Frank Baum | Nachfolgender Band: Dorothy und das Patchwork-Mädchen |